# Crisis diplomática por el programa nuclear de Irán de 2011-2013
La crisis diplomática de 2011-2013 fue un agravamiento de las relaciones Internacionales entre el gobierno iraní de Mahmud Ahmadineyad e Israel, EE. UU. y la Unión Europea, que ocurrió desde principios de 2011 debido a acusaciones contra Irán por la tenencia de instalaciones para la creación de armas nucleares. Otros países, como Australia, en menor medida,  se unieron a la aplicación de sanciones sobre el gobierno de Teherán, y otros países adoptaron distintas posiciones.
La crisis se desató cuando el gobierno israelí afirmó que, debido a la presencia de dichas instalaciones, lanzaría acciones militares contra los complejos nucleares de Irán. La presencia de armas nucleares siempre fue negada por el presidente iraní, Mahmud Ahmadineyad, alegando que dichas instalaciones tenían como objetivo el uso seguro y pacífico de las tecnologías nucleares.
No obstante, el informe de la Organización Internacional de Energía Atómica denunció que Irán había adquirido información sobre cómo metalizar el uranio necesario para una bomba nuclear. El entonces Secretario de Defensa de Estados Unidos, Leon Panetta expresó que durante el transcurso del 2012 Irán tendría la capacidad de fabricar una bomba atómica. Este informe provocó en un principio una serie de sanciones económicas por parte de los Estados Unidos, el Consejo de Seguridad de la ONU y de la Unión Europea a entidades iraníes, como el banco central del país, y, finalmente, el embargo del petróleo de Irán por parte de EE. UU. y la comunidad europea.
El área de más tensión del conflicto se encontró en el Estrecho de Ormuz, desde donde los iraníes controlan más del 40 por ciento del petróleo mundial. Las autoridades de Teherán amenazaron varias veces con cerrar el tránsito por el angosto paso, lo que provocó que los gobiernos francés, inglés y estadounidense llevaran portaaviones a la zona, dando lugar a rumores de una posible guerra.

## Introducción
El programa nuclear de Irán se inició durante la época del Sah Mohammad Reza Pahlevi, con el apoyo de los Estados Unidos, ligado al programa Átomos para la Paz.
Tras la Revolución Iraní, y la crisis de los rehenes en Irán de 1979, la hostilidad que surgió entre Estados Unidos e Irán dio lugar a la anulación de varios contratos y el fin de la cooperación nuclear, lo que impulsó a otros países de Europa a tomar medidas similares contra Irán.
Entre los años 1980 y 1988 Irán e Irak se enfrentaron en una guerra árabe-persa ya que, Irak quería la anexión de la región de Shatt al-Arab.
Entre 1985 y 1986 ocurrió el llamado suceso Irán-Contra, en el cual el gobierno de los Estados Unidos, bajo la administración de Ronald Reagan, vendió armas al gobierno Iraní cuando este se encontraba inmerso en la guerra Irán-Irak.
Desde el 2005 los Estados Unidos han incluido al gobierno iraní en su llamada lista del Eje del Mal. Posteriormente un informe del Organismo Internacional de la Energía Atómica sobre Irán, levantó sospechas de un posible programa nuclear con fines militares.

### Planta nuclear de Fordow
La planta de enriquecimiento de uranio de Fordow (o Fordo) es considerada como la principal base del programa nuclear iraní. Está constituida por una serie de galerías subterráneas que se encuentran bajo un búnker, a 150 metros de profundidad.
Los expertos apuntan que posee un número de 3.000 centrífugas, que proporcionan un porcentaje de uranio enriquecido muy por encima del necesario para el plan de generación de energía eléctrica que alega Irán.
Irán confirmó que se había comenzado el enriquecimiento de uranio el 9 de enero de 2012.
El gran número de centrifugadoras que allí se encuentran, más su estratégica situación en las proximidades de la ciudad de Qom, avivan aún más las sospechas que se ciernen sobre esta planta, que es, junto con la de Natanz, la más importante de Irán.
El Pentágono de EE. UU. reconoció que ni siquiera su misil anti-búnkeres más potente, el Penetrador Masivo de Artillería, podría acabar con la planta. Por ello solicitó al Congreso nuevos presupuestos para desarrollar la capacidad de dicha bomba.

## Posiciones

### Irán

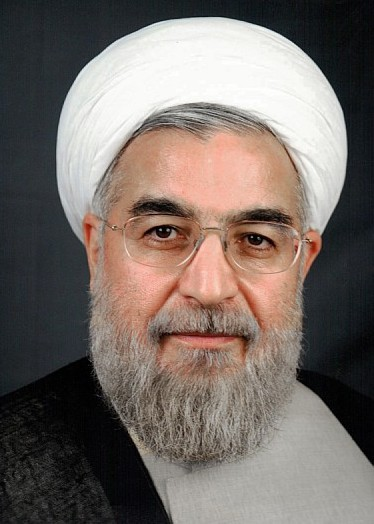
Hasán Rouhaní

Durante la presidencia del ultraconservador Mahmud Ahmadineyad el programa nuclear de Irán avanzó enormemente, llegándose a producir incluso plutonio, elemento usado para la fabricación de bombas nucleares. Ajmadineyad siempre defendió que el programa nuclear tenía fines pacíficos pero, sin embargo, la mayor parte de la comunidad internacional veía el proyecto como potencialmente peligroso, y durante su mandato Irán fue sancionado en reiteradas ocasiones. Esas resoluciones condenatorias fueron calificadas de “papelitos” por Ahmadinejad, que se opuso tajantemente a cualquier negociación con respecto el programa nuclear.
Más tarde, en 2013, fue sucedido por el más moderado Hasán Rouhaní, quien, sin paralizar el controvertido programa nuclear, aseguró que intentaría buscar "más transparencia para decir al mundo que (el programa) se está haciendo dentro de las normas internacionales" y defendió la importancia de mantener negociaciones, al tiempo que criticó las sanciones por «injustas», afirmando que perjudicaban tanto a Occidente como a Irán y que su único beneficiario era Israel.

### Israel

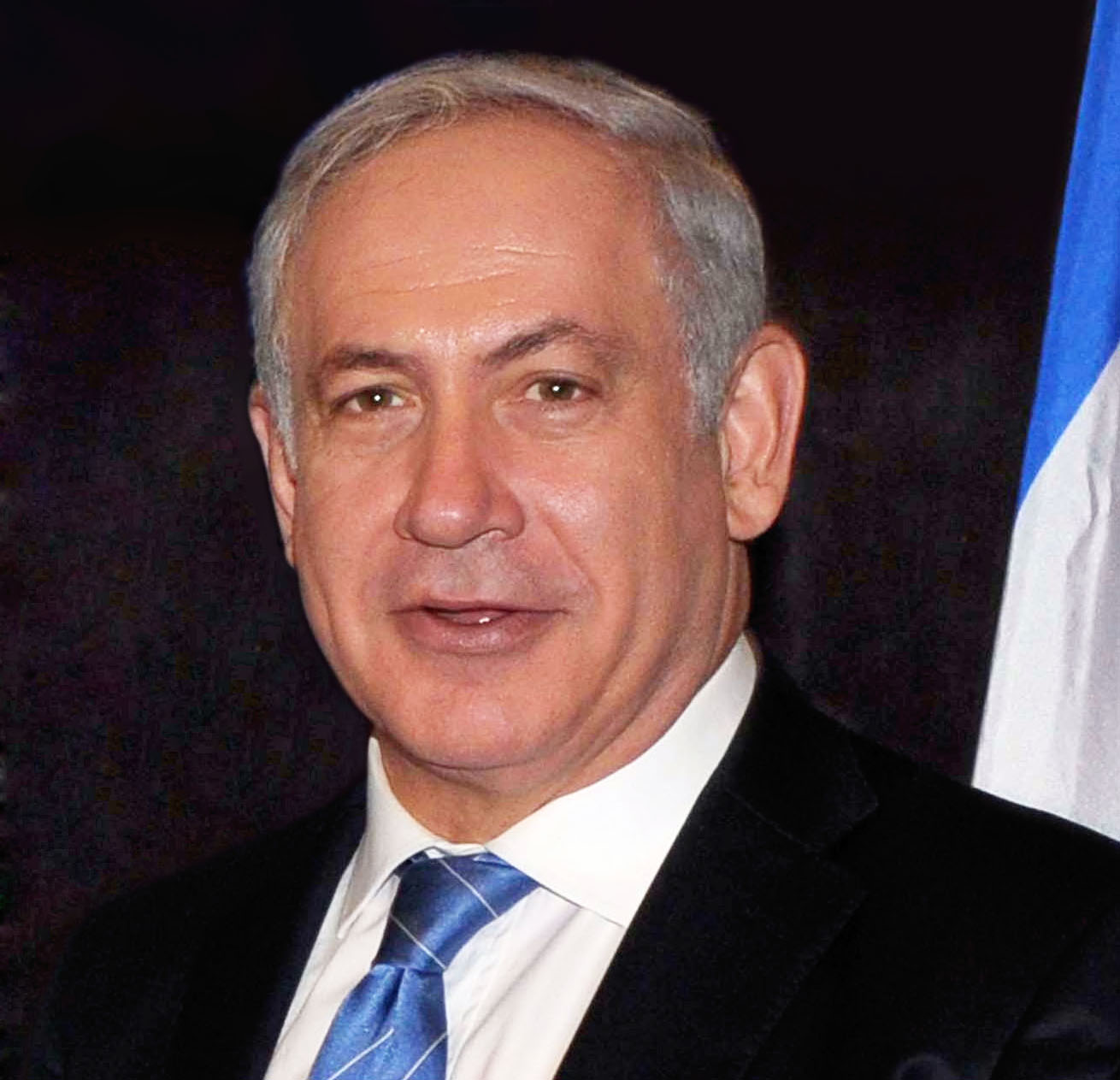
El primer ministro israelí Benjamín Netanyahu ha denunciado mundialmente los riesgos de un Irán nuclear.

Israel fue el primer país en denunciar la presencia de armas nucleares en Irán, afirmando que éstas supondrían un peligro para todo el mundo. Comunicó además que el país que estaría preparado para entrar en guerra con el gobierno de Teherán y destruir las instalaciones nucleares del país. Según algunos medios de comunicación, el primer ministro israelí Benjamín Netanyahu incluso llegó a movilizar a sus ministros para la operación militar. En esas circunstancias, el ejército de Israel realizó varios simulacros de ataque en la ciudad del Tel Aviv.
Estados Unidos intentó disuadir a Israel de iniciar acciones militares contra el gobierno de Teherán, debido a la enorme crisis que traería a Oriente Medio.
El gobierno de Israel instó a la comunidad internacional a tomar fuertes medidas contra Irán, tales como sanciones económicas o embargos petroleros.
El embajador de Israel ante la ONU, Ron Prosor, afirmó de manera repetida que Irán supone un peligro para el futuro del mundo:

"Los esfuerzos de Irán para hacerse con armas nucleares representan la mayor amenaza a la paz y a la seguridad del mundo".

El primer ministro Netanyahu, por su parte, también denunció al mundo y a su país el peligro de un Irán nuclear. En el día internacional de la Conmemoración del Holocausto, avisó a Israel sobre tomar posibles medidas independientes contra el país persa, como una cuestión de supervivencia nacional:

"Quiero recordarles a todos la principal lección del Holocausto contra nuestro pueblo: que en última instancia, cuando haya una amenaza a nuestra existencia, no vamos a dejar nuestra suerte en manos de otros".

### Estados Unidos
Estados Unidos participó en la denuncia del supuesto plan militar iraní. La mala relación que mantenían ambos países, se tensionó aún más a partir del programa nuclear, dando lugar incluso a rumores de guerra.

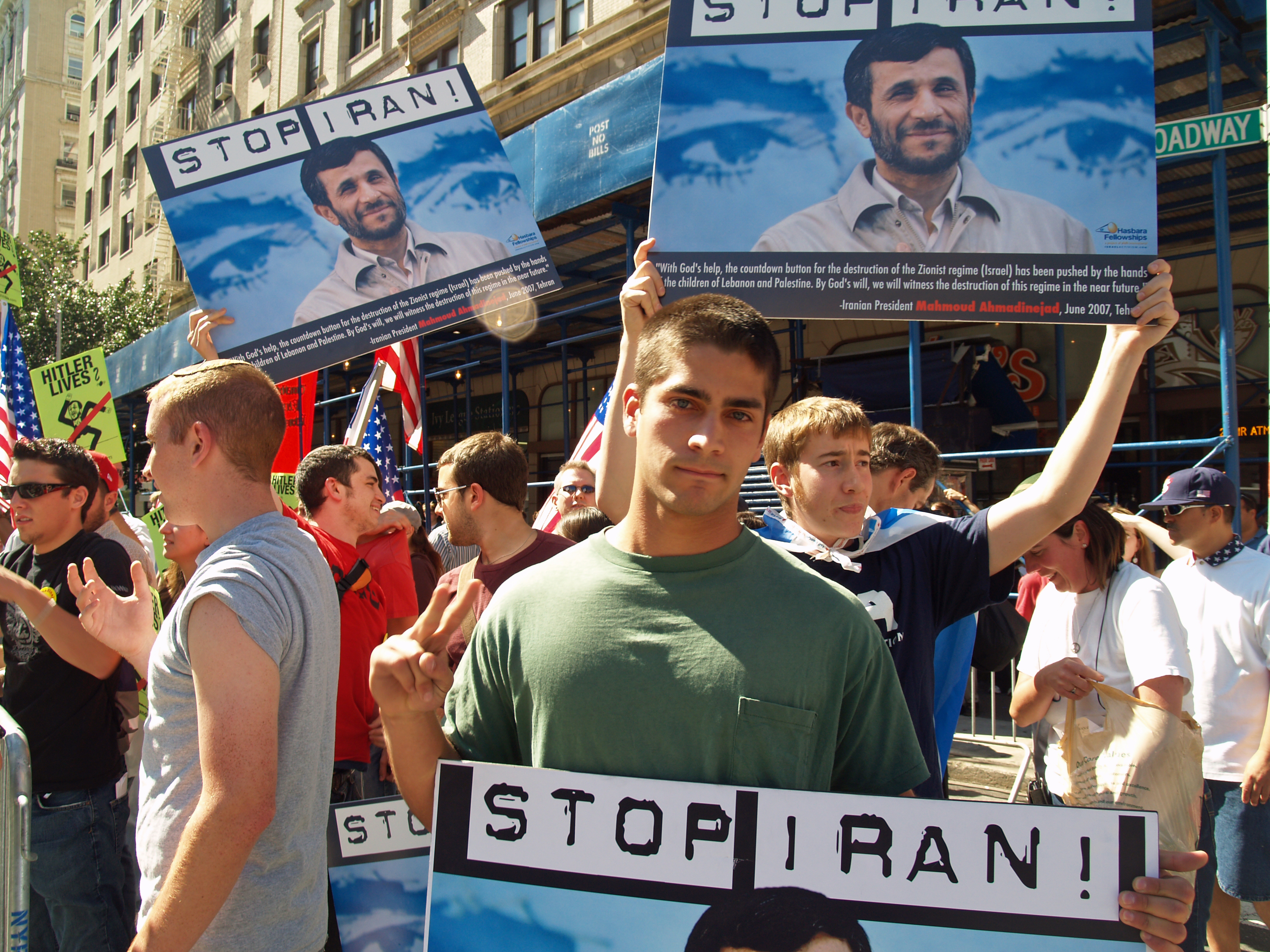
Estadounidenses protestando contra el presidente iraní Ahmadinejad.

El envío de tropas estadounidenses para defender el Estrecho de Ormuz, así como las sanciones al Banco Central de Irán y a otras entidades nacionales como el Banco Tejarat, dio fe de la profunda crisis entre ambas potencias.
Así, ambos países mantenieron entre sí un vis a vis mediático, habiéndose dado varias acusaciones y temas de disputa:
- El intento de asesinato del embajador de Arabia Saudí en EE. UU. supuestamente ordenado por el gobierno iraní.[59][60]

- El derribamiento de un Lockheed Martin RQ-170 Sentinel estadounidense en suelo iraní. Irán sostuvo que recogía información sobre una planta de enriquecimiento de uranio de Fordu,[61] pero Estados Unidos declaró que el avión se perdió mientras cumplía una misión en Afganistán.[62]

- La condena a muerte de un joven estadounidense de origen iraní, Mirzaei Hekmati, acusado de ser un supuesto agente infiltrado de la CIA cuyo objetivo era infiltrarse en los servicios secretos de la república islámica.[63] La condena fue anulada dos meses después.[64]

- El llamamiento del ayatolá Alí Jamenei de tomar represalias contra EE. UU. e Israel por su supuesta implicación en el asesinato del científico nuclear Mustafá Ahmadi Roshan.[65][66]

### Reino Unido
Otro de los países que más se manifestó contra el programa nuclear iraní es Reino Unido. El 29 de noviembre de 2011, un grupo de al menos doscientas personas lanzó el ataque a la embajada británica en Irán, sustituyendo la bandera de Reino Unido por la de Irán.
Este incidente provocó una orden de expulsión del Gobierno británico y la inmediata retirada de los diplomáticos y el personal de la embajada iraní en Reino Unido.
El envío de navíos de guerra al estrecho de Ormuz, reafirmó la profunda crisis diplomática entre ambos países.

### Latinoamérica
El presidente iraní, Mahmud Ahmadineyad, visitó América Latina a fin de afianzar sus relaciones con los países que mantenían posturas contrarias a la política de Estados Unidos y en busca de apoyos a fin de minimizar los efectos del bloqueo que los países occidentales habían impuesto a su programa nuclear. En ese marco se entrevistó con Hugo Chávez, presidente de Venezuela y Daniel Ortega, presidente de Nicaragua. También visitó Ecuador y Cuba.

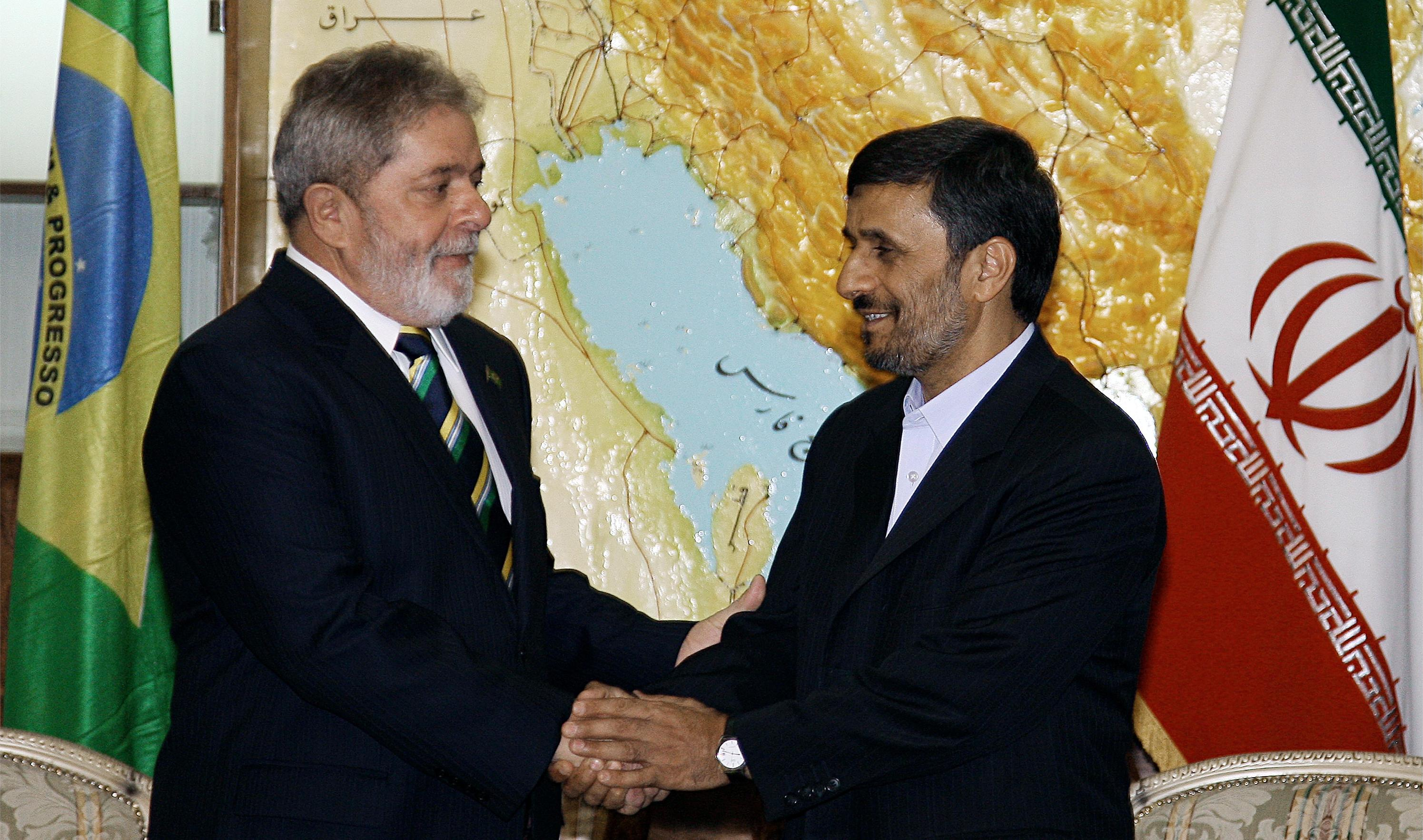
Ahmadinejad y Luiz Inácio Lula da Silva (2010)

Estando en Caracas se reunió con Hugo Chávez, quien declaró que:

"Los yanquis están empeñados en provocar guerras y en provocar tensiones".

EE. UU. vio la gira latinoamericana del presidente iraní como la búsqueda "desesperada" de apoyos de “un régimen aislado”. La portavoz del Departamento de Estado de EE. UU., Victoria Nuland, expresó:

"[...] ahora no es el momento de profundizar los lazos con Irán.[...] A medida que el régimen siente una presión creciente, está desesperado por conseguir amigos y paseándose por lugares interesantes para encontrarlos".

### Organismo Internacional de Energía Atómica
El Organismo Internacional de Energía Atómica (OIEA) informó de que existen indicios de que Irán había mantenido hasta un pasado reciente actividades que sólo podían estar relacionadas con el desarrollo de armas nucleares.
Entre estas actividades, la agencia de la ONU destacó trabajos en el desarrollo de lo que calificó como un "diseño propio" para un arma nuclear, además de la compra de información y documentación a una red clandestina de material atómico, según un extenso informe confidencial. En ese documento, los inspectores detallaron las informaciones sobre supuestas dimensiones militares del programa nuclear iraní como, por ejemplo, experimentos con explosivos especiales o el desarrollo de detonadores. Irán rechazó el informe porconsiderarlo "políticamente motivado".

## Acontecimientos

### Embargo petrolero de la Unión Europea

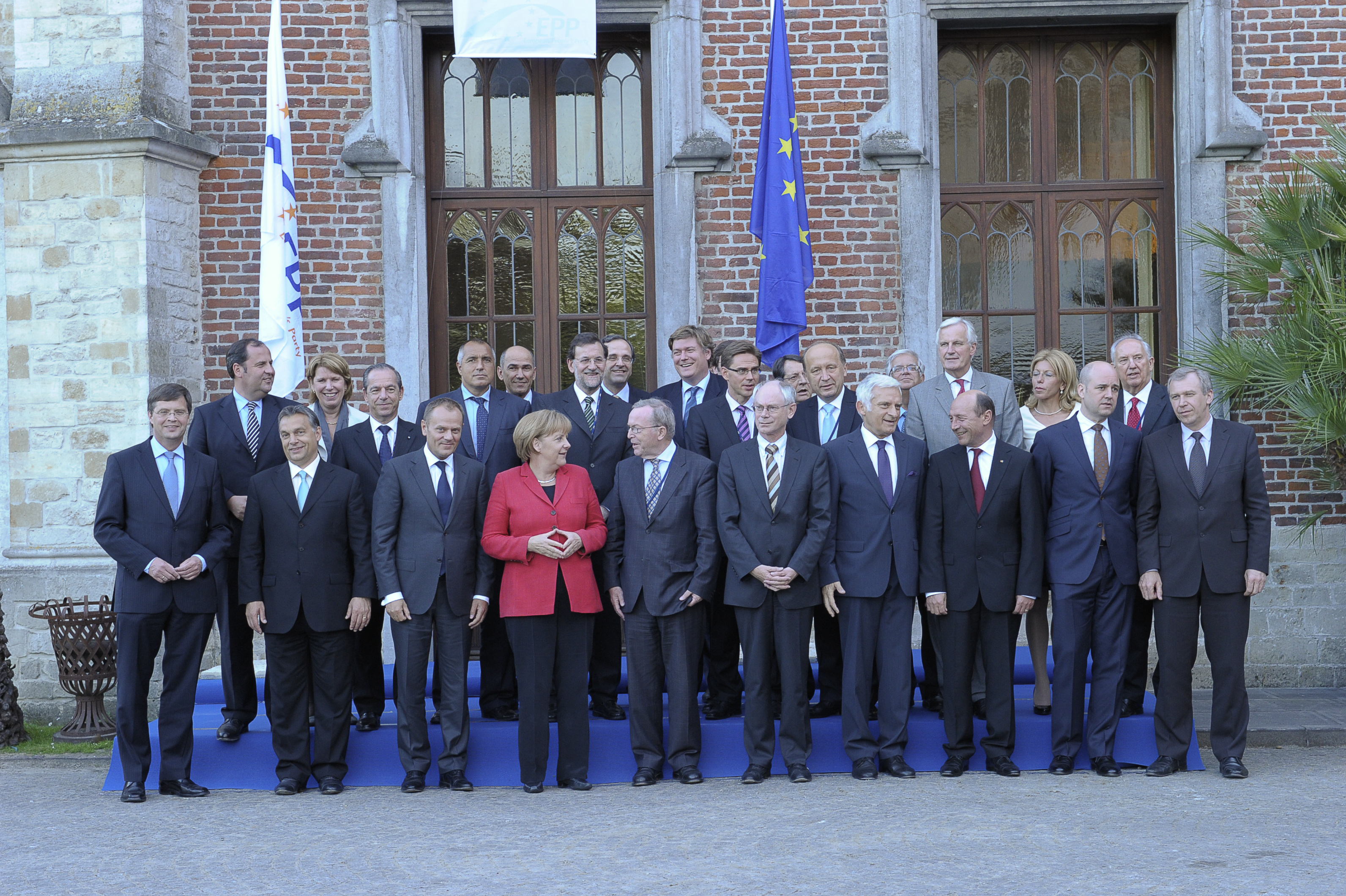
Líderes de la Unión Europea.

Los países de la Unión Europea acordaron el 23 de enero de 2012 poner en práctica un embargo de las importaciones de productos petróleo procedentes de Irán, que prohibió inmediatamente los nuevos contratos petroleros con Irán y dio un plazo de 6 meses para poner fin a los ya existentes.
Los países miembros de la UE representaban sólo un 5% de las importaciones petroleras del crudo iraní. Sin embargo, fueron necesarias varias negociaciones con Grecia para que accediera al bloqueo, ya que Irán vendía crudo al país heleno sin pedirle ninguna garantía financiera adicional, a pesar de la profunda crisis que sufría.
El ministro del Interior de Irán afirmó sobre el embargo petrolero decretado por la UE que no "le daban importancia" y que:

"Con esas iniciativas lo que hacen es crear dificultades adicionales para la economía de Occidente".

Australia también se sumó al bloqueo del petróleo iraní el 25 de enero del mismo año.
EE. UU. inició negociaciones para convencer a Japón y a Corea del Sur de que se sumaran al embargo, lo que hubiera dejado a Irán prácticamente sin la mitad de su mercado de crudo.
Japón importa alrededor de un diecisiete por ciento del petróleo iraní, mientras que Corea del Sur compra en torno al nueve por ciento.
No obstante, Japón pidió a los Estados Unidos quedar exento en dichas sanciones, debido al enorme daño que ello causaría a su economía.
Pero, aunque dichas sanciones se hubieran llevado a cabo, los expertos se cuestionaban si el embargo europeo, que se sumaba al de los Estados Unidos, tendría éxito, ya que China compra más de un veinte por ciento del petróleo iraní, lo que la convertía en la "clave" para la supervivencia de la economía del país.
Sin embargo, este país demostró no tener ningún interés en aplicar sanciones similares, y consideró que dicha medida "no es constructiva".

### Rumores sobre el bloqueo de Ormuz
Teherán puso sobre la mesa la posibilidad de bloquear el tráfico marítimo en el estrecho de Ormuz, que permite el paso del 40% de la producción petrolífera mundial, en caso de que la comunidad internacional acordase sanciones sobre la exportación de su crudo.
Las autoridades iraníes realizaron maniobras militares probando sus últimos misiles de corto y largo alcance de fabricación nacional.
En el primer movimiento de EE. UU., desplazó uno de sus portaaviones de la Quinta Flota, con sede en Baréin, al lugar donde la fuerza naval iraní realiza maniobras militares. Más adelante, Reino Unido y Francia se unieron al grupo y enviaron barcos de apoyo.
No obstante, Irán aseguró que podrían cerrar el acceso al estrecho a pesar de la flota que allí habían desplegado:

"Cerrar el Estrecho de Ormuz  sería más fácil que beberse un vaso de agua".

En total; en el estrecho se encontraban:

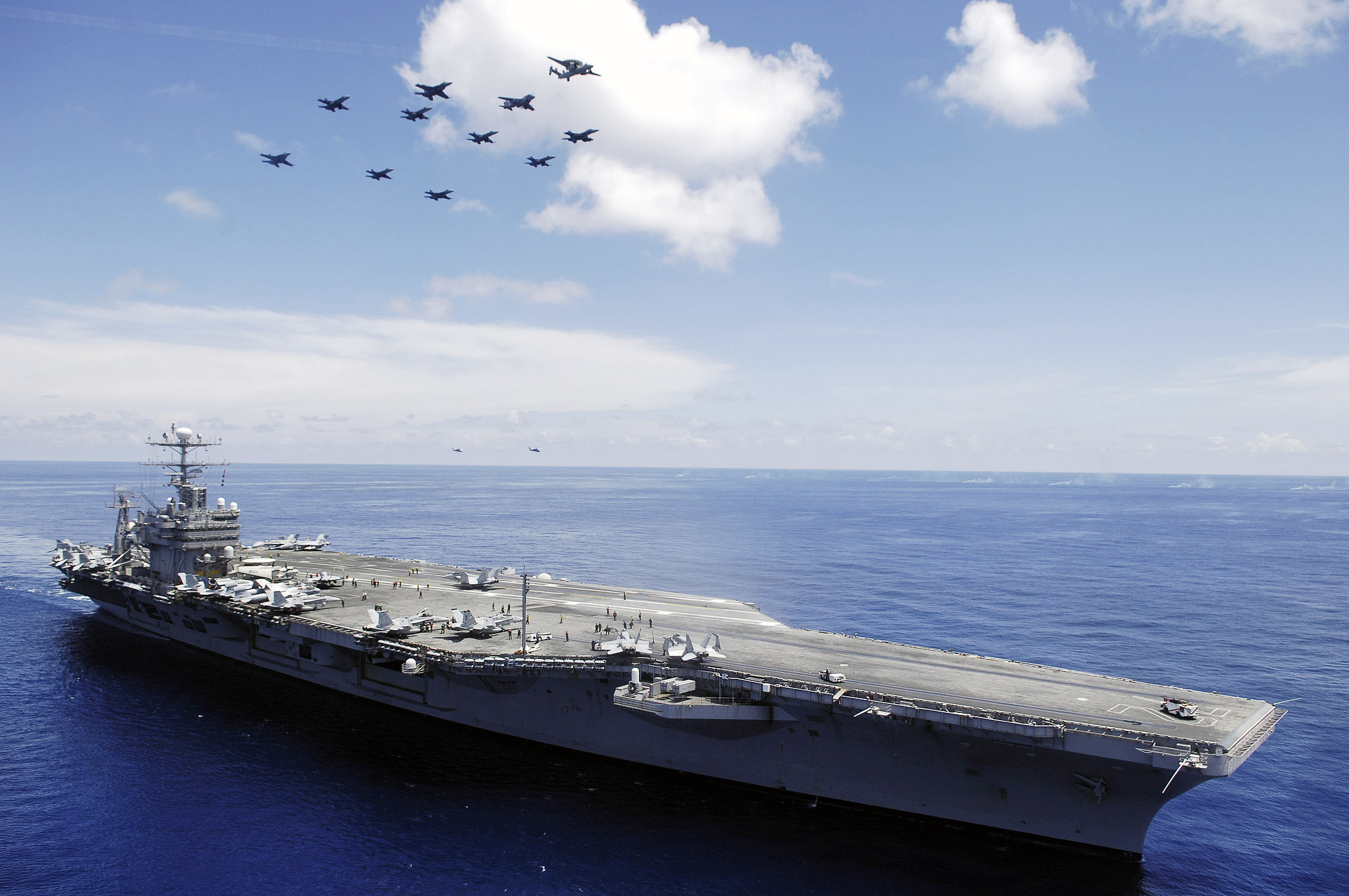
El USS Abraham Lincoln.

- Dos portaaviones estadounidenses; el USS Carl Vinson y el USS Abraham Lincoln (clase Nimitz), el crucero USS Cape St. George (clase Ticonderoga) y dos bombarderos.
- Las naves inglesas HMS Daring y HMS Argyll.
- La fragata francesa La Motte-Picquet.
- Un número indeterminado de embarcaciones de la Guardia Revolucionaria de Irán y otras muchas embarcaciones de guerra del mismo país.

El 21 de julio de 2012, un amplio grupo de diputados iraníes se manifestó a favor de cerrar el estrecho hasta que se levantasen las sanciones internacionales impuestas a Irán.

### Plan de ataque de Israel a Irán en la primavera de 2012
El secretario de Defensa de los Estados Unidos, Leon Panetta advirtió sobre la posibilidad de que Israel atacara en solitario a Irán en la primavera de 2012, debido a que en esas fechas se estimó que el programa iraní tendría la capacidad de crear una ojiva nuclear.
El supuesto ataque preventivo de Israel vendría a raíz de las declaraciones antisemitas de Irán, que constituyeron amenazas directas al país hebreo. Véase, por ejemplo, un mensaje del Ayatolá Alí Jameini:

"Israel es un tumor canceroso que se debe cortar"

No obstante, estas amenazas, lejos de amendentrar a Israel, incentivaron la posibilidad de una ataque. El ministro de defensa israelí, Ehud Barak, informó de que la opción militar "es real y está lista para ser usada". Aseguró que Irán era un peligro creciente y que el ataque no debía esperar mucho más tiempo:

"Sería más difícil, más peligroso y costaría más sangre tratar con un Irán nuclear que detenerlo hoy"

El excandidato del partido Republicano de los Estados Unidos a la presidencia, Newt Gingrich, aseguró que consideraba los mensajes de Irán una llamada a un Segundo Holocausto, y garantizó que, si hubiera sido presidente, habría apoyado a Israel.

### Atentados contra diplomáticos israelíes
El 13 de febrero de 2012, se produjeron dos atentados terroristas contra diplomáticos israelíes en Nueva Delhi (India) y en Tiflis (Georgia).
Los incidentes ocurrieron así:
- En Nueva Delhi, a las 14.00 hora local, un individuo que se desplazaba en motocicleta adhirió un dispositivo magnético en la parte trasera del coche de la mujer de un diplomático israelí y acto seguido estalló. El coche se encontraba a, aproximadente, un kilómetro de la embajada. El accidente provocó cuatro heridos, todos ellos fuera de peligro.
- En Tiflis, la policía desactivó una bomba adhherida al coche de un empleado de la embajada de Israel, el cual él mismo descubrió. No hubo ningún herido.

El primer ministro israelí, Benajamín Netanyahu, declaró que Irán era el causante de ambos ataques:

Irán, que está detrás de estos atentados, es el mayor exportador de terrorismo en el mundo".

Irán respondió así a tales acusaciones:

"Rechazamos categóricamente las acusaciones del régimen sionista. Son parte de una guerra de propaganda"

### Asesinatos de científicos iraníes
En los últimos 2 años, cuatro científicos iraníes han sido asesinados.
El 12 de enero de 2010 el físico nuclear Masud Alí Mohamadi, profesor del Departamento de Física de la universidad de Teherán, un teórico de las partículas elementales del campo cuántico, quien murió en la explosión de una moto bomba delante de su domicilio en Teherán. En agosto de 2011 Majid Jamali Fashi fue condenado a muerte ya que confesó ser el autor del homicidio por cuenta de Israel.
El 29 de noviembre de 2010 fue asesinado Majid Shahriari, el fundador de la Sociedad nuclear de Irán, director de la Organización Iraní de la Energía Atómica (OIEA), murió en Teherán por la explosión por una bomba magnética que se encontraba en su automóvil. El mismo día otro físico nuclear Fereydoun Abasi Davani, sufrió un atentado en idénticas condiciones frente a a universidad Shahid Beheshti de Teherán, pero solo resultó herido.
El 23 de julio de 2011 fue asesinado Dariush Rezainejad, quien era doctor en física y trabajaba en proyectos del ministerio de la Defensa, murió a balazos realizados por desconocidos que circulaban en moto por Teherán.
El 11 de enero de 2012 fue asesinado el científico iraní, Mostafa Ahmadi Roshan quien era profesor de la Universidad Técnica de Teherán, y trabajaba en el centro de energía nuclear de Natanz. El asesinato fue realizado con una bomba magnética que estalló al este de Teherán.

## 2.ª mitad de 2013
Ante las elecciones de Irán en las que ganó Hasán Rouhaní la situación de Irán respecto a su política internacional cambió e incluso se posicionaron dispuestos a reabrir diálogos sobre su programa nuclear.
Aunque se mantuvieron varias conversaciones en las que el gobierno iraní aceptó con buena cara los comentarios, aunque finalmente expresaron su intención de no abandonar su programa nuclear, aunque aseguraron que lo hacen para un fin pacífico y por conseguir energía para los civiles.

### Congelación del programa
El 24 de noviembre de 2013, salió la noticia de que las potencias occidentales junto a Rusia y China han conseguido un acuerdo con Irán por el cual Irán se compromete a congelar su programa de enriquecimiento de Uranio durante al menos 6 meses. Seha tomado este acuerdo como un "avance sin precedentes".